# Ysbaddaden Pencawr
Nella mitologia gallese Ysbaddaden Pencawr è il gigante padre della bella Olwen.
Nella storia di Culhwch e Olwen il gigante Ysbaddaden è destinato a morire se sua figlia Olwen si dovesse sposare. Quando Culhwch corteggia sua figlia, prima tenta di ucciderlo varie volte ma ci rinuncia perché riporta più ferite di Culhwch. Allora lo obbliga ad eseguire una serie di incredibili missioni, sicuro che non avrà successo. Culhwch però compie un buon numero di missioni con l'aiuto di re Artù e i suoi uomini. Quando Culhwch fa ritorno, Ysbaddaden viene decapitato da Goreu, parente di Culhwch, vendicandosi per la morte dei suoi fratelli.
Ysbaddaden è descritto come un tipico gigante malvagio della narrativa celtica.  Risiede in un castello incantato che sembra allontanarsi man mano che ci si avvicina. Per tenere aperti i suoi occhi ha bisogno di forconi. La sua figura è la più tipica e memorabile.